# Sam Shepard
Samuel Shepard Rogers III, meglio noto come Sam Shepard (Fort Sheridan, 5 novembre 1943 – Midway, 27 luglio 2017), è stato un drammaturgo, attore, sceneggiatore, scrittore, regista e percussionista statunitense.

## Biografia

### Carriera

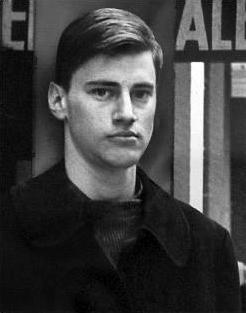
Sam Shepard a 21 anni nel 1964

Drammaturgo prolifico, molti dei suoi lavori, a volte da lui stesso diretti e interpretati, sono noti per essere espliciti e spesso assurdi, e per avere un autentico stile e sensibilità del coraggioso e moderno "American West". Shepard è stato inoltre un apprezzato attore teatrale e cinematografico. La sua commedia Buried Child ha ricevuto un Premio Pulitzer nel 1979; altri importanti lavori sono Curse of the Starving Class del 1978, True West del 1980 (anno in cui partecipò al film Resurrection, affiancando le candidate all'Oscar Ellen Burstyn ed Eva Le Gallienne) e A Lie of the Mind del 1985. Nel 2000 mette in scena al Magic Theatre di San Francisco The Late Henry Moss, che include nel cast Nick Nolte, Sean Penn, Woody Harrelson e Cheech Marin. 
Nell'articolo apparso su un allegato domenicale del New York Times del maggio 2023 il giornalista Dwight Garner, recensendo l'ultima biografia su Sam Shepard, lo accosta a Bob Dylan per quanto riguarda i rapporti con gli amici citando la sentenza secondo la quale se uno vuole essere amico di Bob Dylan non deve parlarne. True West. Sam Shepard's life è in realtà la quarta biografia di Shepard dopo quella di Don Shewey del 1985, di Ellen Oumano del 1986 e di John J. Winters del 2017. Il libro di Robert Greenfield contiene 38 interviste ad amanti e collaboratori, tra i quali primeggia Patti Smith, la cui immagine inserita nell'articolo la ritrae nel fiore degli anni abbracciata a uno Shepard ventiquattrenne fresco della collaborazione italiana con Michelangelo Antonioni in Zabriskie Point. Le interviste ci restituiscono Sam Shepard così come è stato percepito dai protagonisti della propria generazione e tra questi troviamo, oltre allo stesso Dylan, Joni Mitchell (la canzone Coyote del 1976 era rivolta a lui), Keith Richards, Wim Wenders, Diane Keaton.
Sam Shepard fu il percussionista di un eccentrico gruppo rock della fine degli anni sessanta, i The Holy Modal Rounders. Sam Shepard è stato inoltre l'autore insieme a Bob Dylan del brano Brownsville Girl, inciso per l'album Knocked Out Loaded del cantautore statunitense del 1986.

### Morte
L'attore morì il 27 luglio 2017 nella sua casa in Kentucky, all'età di 73 anni per complicanze della sclerosi laterale amiotrofica da cui era affetto da tempo.

## Vita privata
Shepard è stato sposato dal 1969 al 1984 con l'attrice O-Lan Jones, da cui ha avuto un figlio, Jesse; ha avuto una relazione extraconiugale nel 1971 con la cantante Patti Smith. È stato legato per quasi trent’anni, dal 1982 al 2009, all'attrice Jessica Lange, da cui ha avuto i figli Hannah e Samuel. Dal 2014 era legato all'attrice Mia Kirshner.
Il 3 gennaio 2009 era stato arrestato per guida in stato di ebbrezza. Fu rilasciato l'11 febbraio con la condanna a 24 mesi di libertà vigilata, 100 ore di servizio alla comunità e la frequenza di corsi di disintossicazione dall'alcool.

## Premi e riconoscimenti
- Nel 1979 Shepard ha ricevuto il prestigioso Premio Pulitzer per Buried Child.
- Nel 1984 è stato candidato all'Oscar al miglior attore non protagonista per Uomini veri.
- Nel 1986 è stato promosso all'American Academy of Arts and Letters e, nel 1992, ha ricevuto la Medaglia d'Oro per il Teatro dall'Accademia stessa.
- Nel 1994 è stato incluso nella Theatre Hall of Fame. Undici tra le sue commedie (più di 45) hanno vinto gli Obie Awards.
- È stato candidato per due Tony Awards: nel 1996 per Buried Child, e per True West nel 2000.

## Filmografia

### Attore

#### Cinema
- Brand X, regia di Win Chamberlain (1970)
- Renaldo and Clara, regia di Bob Dylan (1978)
- I giorni del cielo (Days of Heaven), regia di Terrence Malick (1978)
- Resurrection, regia di Daniel Petrie (1980)
- Lontano dal passato (Raggedy Man), regia di Jack Fisk (1981)
- Frances, regia di Graeme Clifford (1982)
- Uomini veri (The Right Stuff), regia di Philip Kaufman (1983)
- Country, regia di Richard Pearce (1984)
- Follia d'amore (Fool For Love), regia di Robert Altman (1985)
- Crimini del cuore (Crimes of the Heart), regia di Bruce Beresford (1986)
- Baby Boom, regia di Charles Shyer (1987)
- Fiori d'acciaio (Steel Magnolias), regia di Herbert Ross (1989)
- Gli angeli volano basso (Bright Angel), regia di Michael Fields (1990)
- Passioni violente (The Voyager), regia di Volker Schlöndorff (1991)
- Senza difesa (Defenseless), regia di Martin Campbell (1991)
- Cuore di tuono (Thunderheart), regia di Michael Apted (1992)
- Il rapporto Pelican (The Pelican Brief), regia di Alan J. Pakula (1993)
- Ritrovarsi (Safe Passage), regia di Robert Allan Ackerman (1994)
- Amori sospesi (The Only Thrill), regia di Scott Hicks (1997)
- Amori e ripicche (Curtain Call), regia di Peter Yates (1998)
- La neve cade sui cedri (Snow Falling on Cedars), regia di Scott Hicks (1999)
- Hamlet 2000 (Hamlet), regia di Michael Almereyda (2000)
- Passione ribelle (All the Pretty Horses), regia di Billy Bob Thornton (2000)
- La promessa (The Pledge), regia di Sean Penn (2001)
- Codice: Swordfish (Swordfish), regia di Dominic Sena (2001)
- Black Hawk Down - Black Hawk abbattuto (Black Hawk Down), regia di Ridley Scott (2001)
- Leo, regia di Mehdi Norowzian (2002)
- Blind Horizon - Attacco al potere (Blind Horizon), regia di Michael Haussman (2003)
- Le pagine della nostra vita (The Notebook), regia di Nick Cassavetes (2004)
- Non bussare alla mia porta (Don't Come Knocking), regia di Wim Wenders (2005)
- Stealth - Arma suprema (Stealth), regia di Rob Cohen (2005)
- Bandidas, regia di Joachim Rønning e Espen Sandberg (2006)
- Walker Payne, regia di Matt Williams (2006)
- L'incubo di Joanna Mills (The Return), regia di Asif Kapadia (2006)
- La tela di Carlotta (Charlotte's Web), solo voce, regia di Gary Winick (2006)
- L'assassinio di Jesse James per mano del codardo Robert Ford (The Assassination of Jesse James by the Coward Robert Ford), regia di Andrew Dominik (2007)
- Un marito di troppo (The Accidental Husband), regia di Griffin Dunne (2008)
- Felon - Il colpevole (Felon), regia di Ric Roman Waugh (2008)
- Brothers, regia di Jim Sheridan (2009)
- Fair Game - Caccia alla spia (Fair Game), regia di Doug Liman (2010)
- Una tragica scelta (Inhale), regia di Baltasar Kormákur (2010)
- Blackthorn - La vera storia di Butch Cassidy (Blackthorn), regia di Mateo Gil (2011)
- Darling Companion, regia di Lawrence Kasdan (2012)
- Safe House - Nessuno è al sicuro (Safe House), regia di Daniel Espinosa (2012)
- Cogan - Killing Them Softly (Killing Them Softly), regia di Andrew Dominik (2012)
- Mud, regia di Jeff Nichols (2012)
- Savannah, regia di Annette Haywood-Carter (2013)
- I segreti di Osage County (August: Osage County), regia di John Wells (2013)
- Il fuoco della vendetta - Out of the Furnace (Out of the Furnace), regia di Scott Cooper (2013)
- Cold in July - Freddo a luglio (Cold in July), regia di Jim Mickle (2014)
- Ithaca - L'attesa di un ritorno (Ithaca), regia di Meg Ryan (2015)
- Midnight Special - Fuga nella notte (Midnight Special), regia di Jeff Nichols (2016)
- In Dubious Battle - Il coraggio degli ultimi (In Dubious Battle), regia di James Franco (2016)
- Never Here, regia di Camille Thoman (2017)

#### Televisione
- The Good Old Boys, regia di Tommy Lee Jones - film TV (1995)
- Streets of Laredo - miniserie TV, 3 episodi (1995)
- Lily Dale, regia di Peter Masterson - film TV (1996)
- Purgatory, regia di Uli Edel - film TV (1999)
- Dash and Lilly, regia di Kathy Bates - film TV (1999)
- One Kill, regia di Christopher Menaul - film TV (2000)
- Great Performances - serie TV, 1 episodio (2000)
- After the Harvest, regia di Jeremy Podeswa - film TV (2001)
- Shot in the Heart, regia di Agnieszka Holland - film TV (2001)
- Ruffian, regia di Yves Simoneau - film TV (2007)
- Tough Trade, regia di Gavin Hood - film TV (2010)
- Klondike – miniserie TV, 6 episodi (2014)
- Bloodline – serie TV, 7 episodi (2015-2017)

### Sceneggiatore
- Me and My Brother, regia di Robert Frank (1969)
- Zabriskie Point, regia di Michelangelo Antonioni (1970)
- Oh! Calcutta!, regia di Jacques Levy - musical (1972)
- ITV Saturday Night Theatre - serie TV, 1 episodio (1974)
- Renaldo and Clara, regia di Bob Dylan (1978)
- Savage/Love, cortometraggio, regia di Shirley Clarke (1981)
- Tongues, cortometraggio, regia di Shirley Clarke (1982)
- American Playhouse - serie TV, 1 episodio (1984)
- Paris, Texas, regia di Wim Wenders (1984)
- Follia d'amore (Fool for Love), regia di Robert Altman (1985)
- Den sultende klasses forbannelse, film TV, regia di Carl Jørgen Kiønig (1986)
- Far North, estremo Nord (Far North), regia di Sam Shepard (1988)
- Autèntic oest, film TV, regia di Xavier Berraondo (1991)
- Loucos Por Amor, film TV, regia di Herlander Peyroteo (1991)
- Silent Tongue, regia di Sam Shepard (1993)
- Curse of the Starving Class, regia di J. Michael McClary (1994)
- O Verdadeiro Oeste, film TV, regia di Artur Ramos (1995)
- Pazzo d'amore, film TV, regia di Gianni Leonetti (1996)
- Inganni pericolosi (Simpatico), regia di Matthew Warchus (1999)
- True West, film TV, regia di Gary Halvorson (2002)
- See You in My Dreams, film TV, regia di Graeme Clifford (2004)
- Non bussare alla mia porta (Don't Come Knocking), regia di Wim Wenders (2005)
- Fool for Love, cortometraggio, regia di Jay Zabriskie (2007)
- The Package Man, cortometraggio, regia di Per Haaland e David Bolam (2011)
- Fool for Love, cortometraggio, regia di Vivek Sharma (2015)
- Buried Child, regia di David Horn (2016)

### Regista
- Far North, estremo Nord (Far North) (1988)
- Silent Tongue (1993)

## Teatro
- Cowboys (1964).
- La Turista (1967).
- Oh! Calcutta! (contributo agli sketches) (1969).
- Mad Dog Blues (1971).
- Curse of the Starving Class (1978).
- Buried Child (1979).
- True West (1980).
- Pazzo d'amore (Fool for Love) (1983).
- Menzogne della mente (A Lie of the Mind) (1985).
- Simpatico (1993).
- The Late Henry Moss (2000).
- The God of Hell (2004).

## Libri
- La luna del falco (Hawk moon, 1973), Feltrinelli, 1987.
- Motel Chronicles (Motel Chronicles, 1983), Feltrinelli, 1985.
- Attraverso il paradiso (Cruising Paradise, 1996), Feltrinelli, 1998.
- Il grande sogno (Great Dream of Heaven, 2003), Feltrinelli, 2005.
- Diario del rolling thunder. Dylan e la tournée del 1975 (Rolling Thunder Logbook, 2004), Cooper, 2005.
- Diario di lavorazione (Day out of Days: Stories, 2004), Playground, 2016.
- Quello di dentro (The One Inside, 2017), con prefazione di Patti Smith, La nave di Teseo, 2018.
- Spiare la prima persona (Spy of the First Person, 2017), La nave di Teseo, 2020.

## Doppiatori italiani
Nelle versioni in italiano dei suoi film, Sam Shepard è stato doppiato da:
- Ennio Coltorti in La promessa, Le pagine della nostra vita, Ruffian - Veloce come il vento, Un marito di troppo, Blackthorn - La vera storia di Butch Cassidy, Cogan - Killing Them Softly, Mud, I segreti di Osage County, Il fuoco della vendetta - Out of the Furnace, Cold in July - Freddo a luglio, Bloodline, Midnight Special - Fuga nella notte
- Stefano De Sando in Non bussare alla mia porta, Bandidas, L'assassinio di Jesse James per mano del codardo Robert Ford, Brothers, Fair Game - Caccia alla spia, Safe House - Nessuno è al sicuro, Ithaca - L'attesa di un ritorno, In Dubious Battle - Il coraggio degli ultimi
- Sandro Iovino in Passione ribelle, Black Hawk Down - Black Hawk abbattuto, Stealth - Arma suprema
- Franco Zucca in Lily Dale, L'incubo di Joanna Mills, Una tragica scelta
- Pino Colizzi in Frances, Country
- Mario Cordova in Follia d'amore, Crimini del cuore
- Cesare Barbetti in Cuore di tuono, Il rapporto Pelican
- Manlio De Angelis in I giorni del cielo
- Francesco Prando in Resurrection
- Massimo Rinaldi in Uomini veri
- Paolo Poiret in Baby Boom
- Sandro Sardone in Fiori d'acciaio
- Adalberto Maria Merli in Passioni violente
- Gino La Monica in Senza difesa
- Luca Biagini in Ritrovarsi
- Sergio Di Giulio in Amori sospesi
- Renato Cortesi in Amore e ripicche
- Michele Kalamera in La neve cade sui cedri
- Massimo Venturiello in Hamlet 2000
- Raffaele Farina in One Kill
- Luciano Roffi in Codice: Swordfish
- Roberto Draghetti in Leo
- Rodolfo Bianchi in Blind Horizon - Attacco al potere
- Renato Mori in Felon - Il colpevole
- Mauro Bosco in Darling Companion
- Gianni Gaude in Klondike

Da doppiatore è sostituito da:
- Ennio Coltorti in La tela di Carlotta